# Kindle Format 8
Kindle Format 8（KF8）是Amazon Kindle电子书的下一代文件格式，用于取代Mobi 7。这一格式整合了一些HTML5标签和CSS特性。
这一格式将由Kindle Fire平板设备直接支持，并在2011前底整合到新的电子墨水设备。老式的电子墨水设备将无法支持这一格式，但出版商可以将KF8转换成Mobi格式。